# Lee Trevino

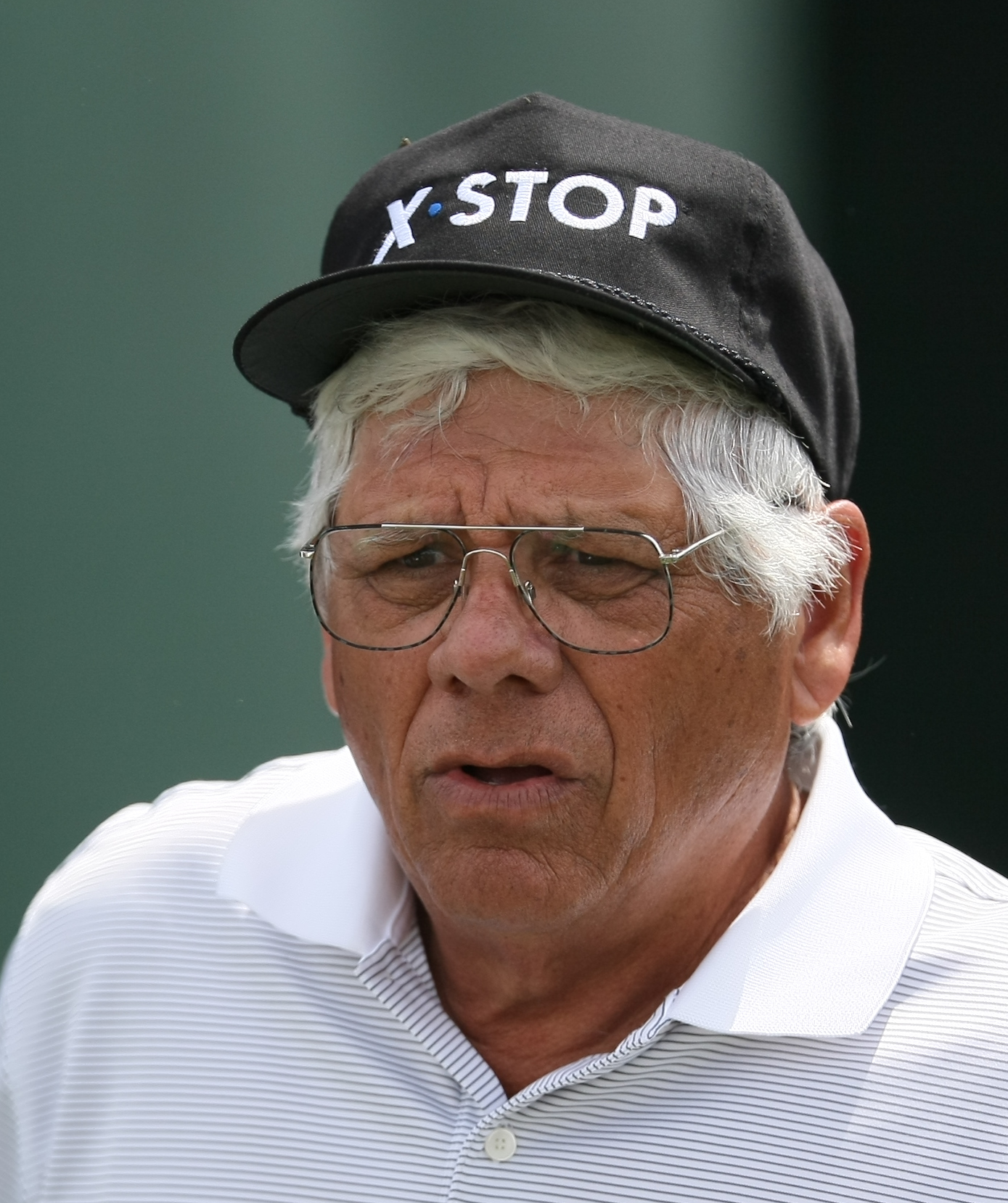
Trevino in 2010

Lee Buck Trevino (Dallas, Texas, 1 december 1939) is een Amerikaans golfprofessional van Mexicaanse afkomst.

## Jeugd
Toen Trevino acht jaar was, werd hij caddie op de Dallas Athletic Club. Achter het clubhuis waren drie korte holes waar caddies na hun werk mochten oefenen. Zijn eigen golfspel werd zo goed dat hij uiteindelijk daarmee geld ging verdienen.

## Tourspeler
Na zijn twerd hij pro op de El Paso Country Club in Texas en in 1966 begon hij op de Amerikaanse PGA Tour te spelen. In 1967 werd hij Rookie of the Year, verdiende dat jaar ruim $ 26.000 en eindigde op de 45ste plaats op de Amerikaanse Order of Merit. In 1968 won hij het US Open. In 1971 won hij in twintig dagen het US Open, het Canadian Open en het Brits Open.

#### Gewonnen
- 1968: US Open, Hawaiian Open
- 1969: Tucson Open Invitational
- 1970: Tucson Open Invitational, National Airlines Open Invitational
- 1971: Tallahassee Open Invitational, Danny Thomas Memphis Classic, US Open, Canadian Open, The Open Championship, Sahara Invitational
- 1972: Danny Thomas Memphis Classic, The Open Championship, Greater Hartford Open Invitational, Greater St. Louis Golf Classic
- 1973: Jackie Gleason Inverrary-National Airlines Classic, Doral-Eastern Open
- 1974: Greater New Orleans Open, PGA Championship
- 1975: Florida Citrus Open
- 1976: Colonial National Invitation
- 1977: Canadian Open
- 1978: Colonial National Invitation, Benson & Hedges International Open
- 1979: Canadian Open
- 1980: Tournament Players Championship, Danny Thomas Memphis Classic, San Antonio Texas Open
- 1981: MONY Tournament of Champions
- 1984: PGA Championship

## Champions Tour
Op vijftigjarige leeftijd stapte hij over op de Champions Tour, in de Verenigde Staten de toernooiserie voor professionele golfers van 50 jaar en ouder.

#### Gewonnen (29)
- 1990: Royal Caribbean Classic, Aetna Challenge, Vintage Chrysler Invitational, Doug Sanders Kingwood Celebrity Classic, NYNEX Commemorative, US Senior Open, Transamerica Senior Golf Championship
- 1991: Aetna Challenge, Vantage at The Dominion, Sunwest Bank Charley Pride Senior Golf Classic
- 1992: Vantage at The Dominion, The Tradition, PGA Seniors' Championship, Las Vegas Senior Classic, Bell Atlantic Classic
- 1993: Cadillac NFL Golf Classic, Nationwide Championship, Vantage Championship
- 1994: Royal Caribbean Classic, PGA Seniors' Championship, Paine Webber Invitational, Bell Atlantic Classic, BellSouth Senior Classic at Opryland, Northville Long Island Classic
- 1995: Northville Long Island Classic, The Transamerica
- 1996: Emerald Coast Classic
- 1998: Southwestern Bell Dominion
- 2000: Cadillac NFL Golf Classic

## Ryder Cup
Trevino heeft aan de Ryder Cup meegedaan in 1969, 1971, 1973, 1975, 1979 en 1981. Van de 40 partijen die hij speelde, heeft hij er 17 gewonnen en 6 gelijk gespeeld, dus 20 punten binnengehaald. In 1985 was hij de aanvoerder van het team.